# Ladji Doucouré
Ladji Doucouré (* 28. März 1983 in Juvisy-sur-Orge, Département Essonne) ist ein französischer Hürdenläufer, dessen Spezialstrecke die 110 Meter sind.
Bei den Olympischen Spielen 2004 in Athen erreichte er erstmals ein internationales Finale und wurde Achter. In der folgenden Saison erlebte er seinen internationalen Durchbruch. Zunächst wurde er Halleneuropameister. In die Sommersaison startete er mit einer Zeit von 13,14 s, steigerte sich dann auf 13,02 s und drei Wochen vor den Weltmeisterschaften 2005 in Helsinki auf 12,97 s. Er ist damit der zweite Europäer nach Weltrekordler Colin Jackson, der die 13-Sekunden-Marke unterbot. Doucouré wurde seiner Favoritenrolle gerecht und vor Liu Xiang und Allen Johnson Weltmeister. Eine zweite Goldmedaille gewann er bei diesen Weltmeisterschaften als Startläufer der französischen 4-mal-100-Meter-Staffel. Im selben Jahr wurde er von der Sportzeitung L’Équipe zu Frankreichs Sportler des Jahres („Champion des champions“) vor Rallye-Weltmeister Sébastien Loeb und Schwimm-Weltmeisterin Laure Manaudou gewählt. Bei den Olympischen Spielen 2008 in Peking wurde Doucouré Vierter. Bei den Halleneuropameisterschaften 2009 in Turin konnte er seinen Titel von 2005 wiederholen.
2019 nahm er an der zehnten Staffel der französischen Tanzshow Danse avec les stars teil und erreichte den zweiten Platz.
Ladji Doucouré hat bei einer Größe von 1,85 m ein Wettkampfgewicht von 75 kg.